# Felipe González
Felipe González Márquez (* 5. března 1942 Sevilla) je španělský politik, dlouholetý generální tajemník hlavní španělské levicové strany Partido Socialista Obrero Español (PSOE) (1974–1997) a třetí předseda vlády od španělského přechodu k demokracii (1982–1996).

## Biografie
Během studií práv v Seville se González zapojil nejprve do křesťansko-demokratického, později socialistického odboje proti režimu generála Franka, za což byl roku 1971 zatčen. Byl jednou hlavních postav při obnově Partido Socialista Obrero Español roku 1974. Postupně se mu podařilo prosadit uvnitř strany opuštění marxistických pozic a přechod k sociálně-demokratickému kurzu.
González byl ministerským předsedou 13 a půl roku a je tak jednou z nejdéle vládnoucích osob v novodobé historii Španělska. Pod jeho vedením se straně PSOE podařilo dvakrát po sobě získat absolutní většinu ve španělském 350členném Kongresu: 202 mandátů (48,1 % hlasů) v historickém vítězství v roce 1982 a 184 v roce 1986; v roce 1989 pak získali jeho socialisté přesnou polovinu, tj. 175 křesel.
V roce 1993 ztratila PSOE absolutní většinu a musela utvořit koalici s katalánskou stranou Convergència i Unió; v roce 1996 pak socialisty porazila Aznarova Partido Popular. Do následujícího roku byl González lídrem opozice.
Od roku 2000 byl poslancem španělského Kongresu, kde se však pro jiné aktivity stal chronickým absentérem, a proto se z aktivní politiky stáhl. V roce 2007 byl pak na summitu EU jmenován předsedou tzv. Reflexní skupiny (neboli „rady moudrých“), jejímž posláním je formulace vizí EU v delším časovém horizontu.

## Vyznamenání a ocenění

### Státní vyznamenání
- velkokříž Řádu Kristova – Portugalsko, 6. ledna 1984[2]
- velkokříž Vojenského záslužného kříže s bílým odznakem – Španělsko, 20. června 1984[3]
- Řád José Martího – Kuba, 14. listopadu 1986[4][5]
- velká čestná dekorace ve zlatě na stuze Čestného odznaku Za zásluhy o Rakouskou republiku – Rakousko, 1996[6]
- velkokříž s řetězem Řádu Isabely Katolické – Španělsko, 10. května 1996[7]
- velokříž Řádu Quetzala – Guatemala, 2004

### Nestátní ocenění
- Cena Karla Velikého – Cáchy, 20. května 1993[8]

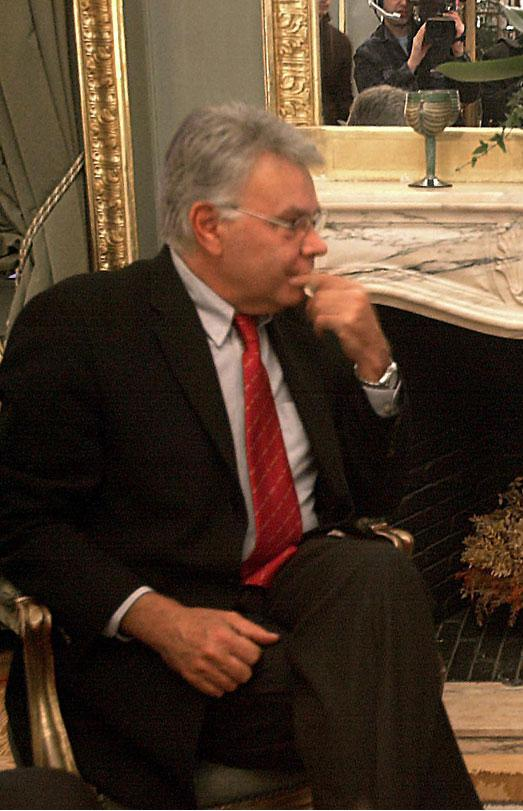
Felipe González, 2004